# Света Параскева (Медковец)
„Света Параскева“ или „Света Петка“ е православна църква в монтанското село Медковец, България, част от Видинска епархия на Българската православна църква. Църквата е обявена от Комитета за култура и изкуство за национален паметник на културата.

## История
През 30-те години на XIX век медковските старейшини искат възстановяване на разрушена манастирска църква „Света Параскева“. В 1836 година общината построява малка сграда плетарка, с дървени колони и турски керемиди. След Хатихумаюна от 1856 година общината иска разрешение за обновяване и на 30 август 1859 година султан Абдул Меджид I издава съответния ферман. Основен двигател на изграждането на храма е кнезът на селото Вълко Сарафски. Той назначава за отговорник на строежа Христо Манов, а зет му Кольо става касиер на църковното настоятелство.
През април 1868 година митрополит Паисий II Видински е изгонен и общината поканва владиката Доротей Софийски, който резидира в Берковица, да освети храма, което става на 14 октомври 1868 година, Петковден.

## Архитектура
Архитектурата на храма следва тази на „Свети Йоан Кръстител“ в Лопушанския манастир. За епохата тя е много голяма – вътрешните размери са 9x16 m – трикорабна псевдобазилика, с три купола. Градежът е от ломен камък от кариерата Толомани край Вълкова Слатина. За спойка е използван хоросан. Над над южния вход е изписано името на селото и името на майстора строител Лило Ненов от село Поликраище. В 1918 – 1919 година на запад е добавен екзонартекс. Над западния вход има три малки релефа – двуглав орел и конници с мечове. Апсидата на изток отвън е тристепенна, каквато е и формата на двата певника върху северната и върху южната стена. Двете външни врати са дар от Велко Сарафски. Те са от масивно желязо, изработени са във Виена и са датирани „1 януари 1868 г.“ Покривът е на две води с плочи, а певниците, апсидата, куполите и екзокартексът са покрити с турски керемиди. Отвън храмът е измазан.
Наосът във вътрешността е разделен на три кораба с четири двойни каменни измазани колони с полукръгли свързващи ги арки. Корабите са с полуцилиндричен свод, като те и арките са укрепени с множество дървени и метални обтегачи греди. Подът е от дъски.
На изток в олтара има апсида дълбока 1,30 m и още 4 ниши – проскоммдия, диаконикон, умивалня на северната и служебна на южната стена. Престолът е каменен с дървено разпятие на Христос върху него. Венчилката е триделна: кръстът с разпятието в централната част е на триъгълен фронгон, в подножието му има 2 змея, а зад змейовете резбовани растителни елементи със слънчогледови пити и островърхи листа. Кръстът е много богато изработен с гъста резба между раменете и рисувани изображения на Христа и символите на евангелията. Страничните венчилки имат по едно по-малко разпятие и по два ангела.
Иконостасът е триделен, изрисуван като има резба по царските двери и по венчилката. На цокълния ред на табли са изписани сцени от Шестоднева, които по-късно са заличени и заменени с нови. Царските икони са 8, от които две нови. Старите са на свети Никола, света Параскева, Богородица царица небесна, Иисус Христос Вседържител, свети Йоан Кръстител и свети архангел Михаил и са с дарителски надписи – Никола Попценов, Петко Ерменков, Атанас Димитров Катранов от Свищов, Иван Петров, Иван Велков Сарафски, Вълчо Кръсто Попнинов и всички са датирани 1868. Авторът на царските икони се е подписал на иконата „Богородица царица небесна“ – Христо Енчев от Копривщица. Светците от царския ред са в 3/4 ръст и с традиционна иконография. Колоритът е наситен и ярък, като основните цветове са червен, кафяв и зелен. Над царските икони има рисуван пояс от редуващи се двуглав орел и арковиден сегмент, над които има изображения на светци херувими. Отгоре е пъстрата лозницата с тежки сини и червени гроздове, между които в кръгли медальони са изписани пророци. Най-отгоре апостолският ред се състои от 17 икони, които вероятно съшо са на Христо Енчев.
Царските двери на иконостаса също са изпълнени с полихронна резба в дълбок релеф на многолистни цветчета и акантови листа. В горната част на дверите са пророците Давид и Соломон в медальони, в центъра е изобразена сцената на Благовещението, а в долната част в 4 медальона са църковните отци — свети Николай, свети Василий Велики, свети Йоан Златоуст и свети Григорий Богослов. Дърворезбата на иконостаса е дело на дебърските майстори от резбарския род Филипови – Петър Йосифов Филипов, Евгений Танев Филипов и Коста Иванов Филипов.
Владишкият трон е изцяло резбован и датира около 1920 — 1921 година. В храма има четири проскинитарии, на три от които има надпис на Станислав Доспевски — „Богородица царица небесна“, „Иисус Христос“ и „Свети Никола“, които са датирани според надписа на иконата „Иисус Христос“ в 1868 година. На четвъртия проскинитарий е поставена икона на света Параскева, рисувана от Христо Енчев. Освен това в църквата има и няколко ценни преносими икони от XIX век, два масивни каменни свещника с ктиторни надписи от 1885 година, сребърен напрестолен кръст с филигранна изработка, сребърна мощехранителница от 1844 година и старопечатни книги от средата и втората половина на XIX век.
За църквата Феликс Каниц пише:
| „ | Това българско селище (Медковец) през последните години е съумяло да издигне една красива черква с кубета, изненадваща с размерите и величието си. | “ |